# Blindedarmontsteking
Een blindedarmontsteking of appendicitis is (meestal) een bacteriële ontsteking van het wormvormig aanhangsel (appendix) van de blindedarm; een eigenlijke blindedarmontsteking is zeer zeldzaam, het betreft meestal alleen de appendix vermiformis.
De diagnose "blindedarmontsteking" is soms eenvoudig, maar niet zelden ook zeer lastig te stellen. Bij twijfel gaat men in de regel over tot verwijdering van de appendix omdat het veel erger is een ontstoken appendix niet te opereren (met risico op perforatie, gevolgd door een levensgevaarlijke buikvliesontsteking, en abcesvorming), dan een gezonde appendix er (achteraf gezien) onnodig uit te halen. Ongeveer de helft van de verwijderde appendices blijkt achteraf niet ontstoken. Blindedarmontsteking komt vooral bij jonge mensen voor, maar kan op iedere leeftijd optreden.

## Symptomen en behandeling

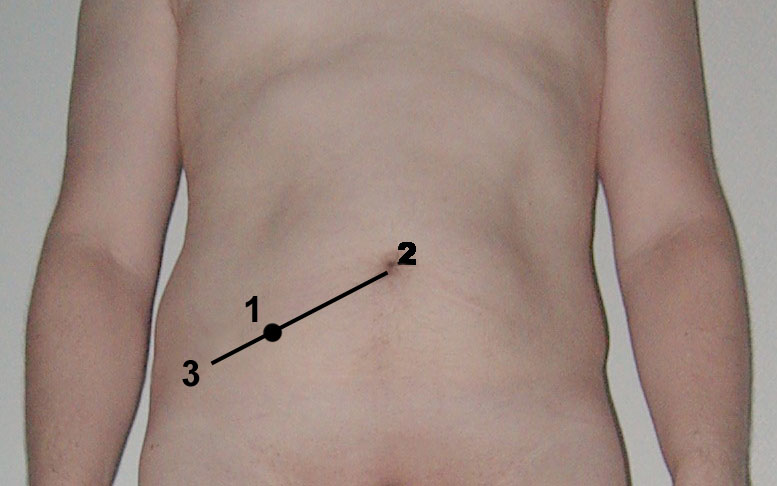
De typische pijn bij een blindedarmontsteking begint in de streek onder het borstbeen, en migreert daarna naar de rechter onderbuikstreek, op een punt dat twee derde van de afstand tussen de navel (2) en het rechter doornuitsteeksel van het darmbeen (3, spina iliaca anterior superior of SIAS) ligt, het zogenaamde punt van McBurney (1).

Een appendicitis uit zich door pijn vooral in de rechter onderbuikstreek. In klassieke gevallen gaat hieraan een periode van pijn meer rond de navel aan vooraf. De patiënt is over het algemeen misselijk, geeft soms over en heeft maar zelden een normale eetlust. Deze pijn kan gepaard gaan met koorts, maar dat hoeft niet. Ook diarree is een verschijnsel. Slechte adem en frequent urineren kunnen zich voordoen. Er ontstaan na verloop van tijd peritoneale prikkelingsverschijnselen: zachtjes de rechter onderbuik indrukken doet pijn, dan snel de hand weghalen doet nogmaals pijn ('loslaatpijn'). Meestal zijn er in het bloed tekenen van de ontsteking te vinden in de vorm van een verhoogde bezinking en meer witte bloedcellen dan normaal. Afwezigheid hiervan sluit de diagnose echter niet geheel uit. Met behulp van echoscopie kan in geval van twijfel aan de diagnose in veel gevallen uitsluitsel gegeven worden.
Soms ligt de appendix achter de darm omhoog gevouwen ("opgeslagen"). Dan is de lokalisatie van de pijn anders. Soms wordt de spier, die van de buikholte naar het been loopt, daardoor geïrriteerd, waardoor de patiënt zijn rechterbeen opgetrokken houdt (psoasfenomeen). Tijdens de zwangerschap kan de lokalisatie sterk verhoogd zijn, omdat de baarmoeder de darmen omhoog drukt.
Aangeraden wordt bij het vermoeden van een "blindedarmontsteking" naar de huisarts te gaan. Indien de dokter een sterk vermoeden heeft van appendicitis zal hij doorverwijzen naar een ziekenhuis en dan is verwijdering door middel van een operatie (appendectomie) meestal de beste behandeling. Dit kan op twee manieren: een kleine snee rechts in de onderbuik of door middel van een kijkoperatie waarbij een aantal minieme sneetjes worden gemaakt waarna de operatie laparoscopisch wordt uitgevoerd.
Als men te lang wacht met opereren in de acute fase (à chaud), leggen de vrije slip van het buikvlies (omentum majus) en darmen zich beschermend om de ontstoken appendix heen en vormen een grote massa in de buik, een infiltraat. Als dit eenmaal gebeurd is, zal men vaak enkele weken tot maanden moeten wachten tot men (à froid) kan opereren.
Vaak worden na de operatie preventief antibiotica via het infuus gegeven.

## Herstel na operatie
Na een 'klassieke' appendectomie is volledig vaste voeding meestal na een dag of vijf weer mogelijk. Dit is afhankelijk van het herstel van de darmbeweging. Het algeheel herstel kan enkele weken duren, een en ander is afhankelijk van de conditie van de patiënt. Na een laparoscopische appendectomie mag de patiënt vrijwel meteen weer eten en kan doorgaans binnen 24 uur weer naar huis, mits er zich geen complicaties voordoen; het herstel verloopt ook veel sneller.
Bij de laparoscopische techniek heeft de patiënt postoperatief last van schouderpijn. Oorzakelijk is de met koolzuurgas opgeblazen buik gedurende de hele operatie. Dit is nodig zodat de ingewanden van elkaar komen te liggen en de chirurg een groter werkveld heeft in de abdominale ruimte. Bij het sluiten van het peritoneum blijft er altijd een kleine hoeveelheid koolzuurgas achter. De restanten zullen het diafragma (middenrif) prikkelen waardoor schouderpijn ontstaat. Het koolzuurgas zal snel naar de longen getransporteerd worden. Via de longen verlaat het koolzuurgas het lichaam en daardoor zal de schouderpijn ook snel overgaan.

## Complicatie
De ontsteking kan door de wand van de blindedarm breken, een zogenaamde perforatie, en kan een (lokale) buikvliesontsteking veroorzaken.

## Chronische appendicitis
Er zijn mensen die met enige regelmaat in lichte mate klachten hebben die aan een appendicitis doen denken. Soms knappen zulke mensen op wanneer de appendix verwijderd wordt. Het is niet duidelijk of er zoiets bestaat als chronische appendicitis en hoe vaak dit voorkomt.